# Porta Gattoli
Porta Gattoli è una delle sei porte cittadine di Montalcino, in provincia di Siena.

## Storia e descrizione
Non molto è noto della storia della porta. Probabilmente fu costruita, come le altre, nel XIII secolo. Il nome deriva da "della Gattesca" ed in passato era chiamata "Porta Collegattoli".Come ogni porta, ad esclusione di "Porta al Corniolo", era affidata a due custodi, detti "Capodieci". Durante l'assedio di Montalcino del 1553, quella della porta è stata una delle zone più interessate dalle cannonate e dagli assalti. Essa si trova a sud-est di Montalcino, in zona santa Margherita, nel quartiere travaglio. Si raggiunge attraverso una stradina cementata e sterrata (Via Gattoli). La porta è una semplice apertura con arco all'interno delle mura, circondata, oggi, dalla vegetazione.